# Виноград (Вижницький район)
Виногра́д — село у Брусницькій сільській громаді Вижницького району Чернівецької області України.

## Географія
На південному сході від села бере початок річка Тростянець, ліва притока Кабени.

## Історія
З 24 серпня 1991 року село Виноград входить до складу незалежної України.
2020 року шляхом об'єднання сільської ради, село увійшло до складу Брусницької сільської громади.